# Pierre Daniel (d'Orléans)
Ne doit pas être confondu avec Pierre Daniel.
 (juin 2018).
Si vous disposez d'ouvrages ou d'articles de référence ou si vous connaissez des sites web de qualité traitant du thème abordé ici, merci de compléter l'article en donnant les références utiles à sa vérifiabilité et en les liant à la section « Notes et références ».
Pierre Daniel, ou Pierre de Daniel, dit « Danielis », né à Orléans en 1531, mort à Paris en 1604, est un avocat, bibliophile, philologue et érudit français. Grâce à lui, la bibliothèque de l'abbaye de Saint-Benoît-sur-Loire fut préservée lors de son pillage en 1562. Il fut ami de Joseph Juste Scaliger avant de se retourner contre lui et de soutenir François Viète dans son pamphlet contre la nouvelle cyclométrie de l'humaniste protestant. Il ne doit pas être confondu avec Pierre Daniel Huet, savant abbé d'Aunay du siècle suivant.

## Biographie
D'une famille citée pour son attachement au catholicisme, il étudie à l'université d'Orléans et s'y distingue comme avocat. Nommé bailly de l'abbaye de Saint-Benoît-sur-Loire, dite aussi de Fleury, par Odet de Coligny, cardinal de Chatillon, il prit grand soin de sa bibliothèque ; les frères Michaud disent de lui dans leur Biographie universelle :  
«  Daniel ne proteste pas quand le cardinal fit enlever par  son intendant l'or et l'argent qui couvraient les châsses de S. Benoît, (il les fit déposer à Orléans où me Bailly faisait battre monnaie au profit du prince dcCondé. Mais ce même Daniel déploya la plus grande énergie, en se fixant au bourg de St.Benoit, à dessein d'empêcher la dissipation des manuscrits précieux qui décoraient la riche bibliothèque de cette abbaye. Le cardinal de Châtillon respecta ses lumières, non moins que ses vertus. Les manuscrits dès lors furent épargnés. Daniel n'eut pas le même bonheur quand les soldats du prince de Condé pillèrent St.-Benoît (en 1562). Non content de mettre en pièces les meubles et les ornements d'église, chacun d'eux se fit une joie de s'emparer des manuscrits. Daniel avait mis à part quelques-uns des plus précieux : il sacrifia sa fortune pour en racheter d'autres des soldats, qui n'en connaissaient pas la valeur. Il crut, avec raison, les soustraire à de nouveaux dangers, en les renfermant dans sa bibliothèque d'Orléans.  »
D'autres sources plus récentes affirment[Lesquelles ?] au contraire que Pierre Daniel sauva la bibliothèque de l'abbaye par ses emprunts répétés et maquilla ces emprunts en sauvetage, lors du pillage de l'abbaye de Fleury par les soldats du prince de Condé. Il continua à acquérir de nombreux manuscrits de l'abbaye après cette période de trouble, et notamment après 1572, lorsque son frère François Daniel devint à son tour bailli de la même abbaye.
Il fut en correspondance nourrie avec Elie Vinet, de 1561 à 1578 et on conserve de nombreuses lettres de ces échanges. Probablement aussi avec Barnabé Brisson. Par son intermédiaire, il fut du cercle de Pierre Pithou - auteur de la Satire Ménippée - des collectionneurs Claude Dupuy, Jacques-Auguste de Thou et Simon du Bois.
Vivant dans l'intimité de Claude Dupuy, il lui céda des livres et par lui connut dès 1570 Jean Passerat. Claude Dupuy entretint une longue correspondance avec Pierre Daniel.
Le bibliophile édita pour sa part quelques livres de droit, des commentaires de et sur Virgile (qui portent le nom de Servius), une vie de Petrone, une traduction du Satyricon, une vie de Théodulphe, des comédies inédites tirés des auteurs latins. Loué par Adrien Turnèbe alors qu'il n'était encore qu'un jeune homme. Scioppius en dit également beaucoup de bien ; Scaliger, s'en vengeant, en disait tout le mal qu'il pouvait. Adrien Baillet dans son dictionnaire lui prête un talent particulier pour connaître les bons auteurs.
En 1593, le mathématicien François Viète publia une lettre de Pierre Daniel dans son livre des réponses variées. Daniel l'encourageait à détruire les prétentions de Scaliger à percer les mystères de la quadrature du cercle. Il lui écrivait :
«  Je pense que vous serez d'accord avec moi qu'il est de l'intérêt de la science de pas laisser plus longtemps une aussi audacieuse espèce de gens tourmenter avec leurs écrits incendiaires les hommes de bien...  »
Les frères Michaud ajoutent :
«  Les soins que prit Pierre Daniel pour la conservation des manuscrits de St.-Benoît lui ont mérité la reconnaissance des savants. André Duchesne s'en est servi pour augmenter son Recueil des Historiens français ; Papyre Masson, pour les Épures de Loup, abbé de Ferrières ; Jacques Bongars, pour les œuvres de S. Justin, et Christophe Colérus, pour l'édition de Valère-Maxime, publiée en 1614. Turnèbe, Scioppius et Colomiès  parlent de Daniel avec éloge. Le dernier même lui donne le titre de célèbre littérateur. Il ne trouve pas la même grâce aux yeux de Scaliger ; mais, comme dit Nicéron, « ce critique»  dans ses jugements met souvent aussi peu de discernement que d'équité.  »
Élisabeth Pellegrin l'a accusé dans ses articles d'avoir en réalité pillé, et non sauvé, la bibliothèque de l'abbaye de Saint-Benoît. Mais cette rumeur circulait déjà au temps de Baillet. Elle affirme qu'il s'est également partagé les dépouilles de l'abbaye de Micy avec Claude Dupuy. Selon Gerda C. Huisman, Pierre Daniel possédait encore de nombreux manuscrits français, notamment de provenance normande (peut-être ceux de la Trinité de Fécamp). À sa mort, sa considérable bibliothèque fut acquise par Paul Petau (1568-1614) et Jacques Bongars (1554-1612) d'Orléans. Les fonds Daniel de la Vaticane sont contenus dans les fonds de la Reine Christine ; ils sont également dispersés entre Leyde, et la Burgerbibliothek de Berne.

## Œuvres
- I. Claudii Cantiunculœ epistolœ ad Andream Alciatum, Orléans , 1561, ouvrage de jurisprudence;

- H. Querulus, antigua comœdia inedita, quae in vetusto manuscripto Aulularia inscribitur; primum edita et notis illustrata a Petro Daniele, Orléans ( Paris, Robert Etienne ).1564, in-8".

- Commentaires de Servius, de Fulgcnce, etc., sur Virgile, Paris, 1600, in-fol. ;

- Theodelphi Paranesis ad judices, Paris , 1698, in-4°, Cologne, 1602. (Théodulphe, évêque d'Orléans, ami de Charlemagme, parcourut, par ordre de ce prince, les principales villes du Languedoc. Daniel nous a conservé l'exhortation que le prélat fit aux juges, de rendre la justice à tout le monde).

- Notæ in Petronii Arbitri satyricon

- Petri Danielis opera omnia, Paris, 1599, in-fol.